# Helmbach (Speyerbach)
Der Helmbach ist ein knapp 7 km und zusammen mit seinem Hauptquellbach Teufelsbach gut 11 km langer Bach im Pfälzerwald in Rheinland-Pfalz und ein rechter Zufluss des Speyerbachs.

## Geographie
Der Helmbach entsteht aus dem Zusammenfluss von rechtem Teufelsbach und linkem Blattbach bei der Geiswies westlich des Hofbergs (371,2 m ü. NHN).

### Teufelsbach
Der Teufelsbach, häufig als Oberlauf des Helmbachs angesehen und am Unterlauf auch Geisbach genannt, ist der 4,2 km lange südwestliche und rechte Quellbach, der in der Waldgemarkung der Stadt Landau entspringt. Die Quelle liegt auf einer Höhe von 381 m gut einen Kilometer nordwestlich des Forsthauses Taubensuhl in einem Mischwald im Distrikt Teufelstal des Landauer Stadtwalds.
Der Teufelsbach fließt zunächst in fast westlicher Richtung und wird knapp 100 m bachabwärts auf seiner linken Seite von einem Waldbach gespeist, der zwar mit 300 m länger ist, aber nur eine geringe Wasserführung hat. Der Teufelsbach wendet sich nach Nordwesten und zwängt sich durch ein enges Tal. Nach etwa 350 m fließt ihm von der gleichen Seite der Bach vom Kesselbrunnenteich zu. Der Teufelsbach läuft nun in Richtung Nordnordost am östlichen Fuße des mit Eichen und Buchen bewachsenen Jägerhügels (497,8 m, auch als Jägerhübel bekannt) entlang durch das Teufelstal. Nach etwa 1 km fließt ihm abermals von links der Trockenteichbach zu.
Der Teufelsbach zieht dann etwa 2,5 km nordostwärts durch ein mit Mischwald bewachsenes Kerbtal zwischen dem 479,5 m hohen Miederberg auf seiner linken sowie dem Erdbirnkopf (506 m) und dann dem Geiskopf (467,3 m) auf der rechten Seite.
Bei der Geiswies und dem dort links des Teufelsbachs liegenden Campingplatz Biosphärenerlebniscamp Geiswiese zweigt nach rechts ein kurzer Seitenarm ab, der einen Badesee von etwa 70 × 20 m Größe speist. 120 m unterhalb vereinigt sich der Teufelsbach auf einer Höhe von 270 m mit dem aus dem Westnordwest heranfließenden Blattbach zum Helmbach.

### Blattbach
Der Blattbach ist der 3,1 km lange westnordwestliche und linke Quellbach. Er wird von manchen auch als linker Zufluss des Helmbachs angesehen.
Der Blattbach entspringt am Nordhang des 551 m hohen Blattbergs und nimmt von rechts den Miedersbach auf, der seinen eigenen Oberlauf in der Quellhöhe, der Länge und dem beigetragenen Teileinzugsgebiet übertrifft; er vereinigt sich schließlich mit dem aus Südwesten kommenden Teufelsbach zum Helmbach.

### Verlauf
Der auf dem Gemeindegebiet von Elmstein (Landkreis Bad Dürkheim) vereinigte Helmbach zieht in östlich-nordöstliche Richtung. Nach 2 km passiert er das Waldhotel Hornesselwiese. Dieses war im November 2002 niedergebrannt und wurde – nach dem Wiederaufbau 2010 – im Januar 2011 als Waldschänke wieder geöffnet. Dort mündet von rechts der Grobsbach, 2,5 km weiter von links der Iggelbach. Nach insgesamt 10 km erreicht der Helmbach das Forsthaus Helmbach. Hier mündet von rechts der Kohlbach, dessen Aufstauung unmittelbar vor der Mündung durchaus missverständlich „Helmbachweiher“ genannt wurde.
Der Helmbach selbst mündet beim gleichnamigen Weiler von rechts in den oberen Speyerbach. Dort ist ein Haltepunkt der Museumsbahn Kuckucksbähnel. Die Mündung liegt auf der Waldgemarkung von Kirrweiler und damit im Landkreis Südliche Weinstraße.
Der gut 11 km lange Lauf des Helmbachs samt seinem Hauptquellbach Teufelsbach endet ungefähr 180 Höhenmeter unterhalb der Quelle, er hat somit ein mittleres Sohlgefälle von etwa 16 ‰.

### Zuflüsse
Hierarchische Liste der Zuflüsse und  Seen, jeweils von der Quelle zur Mündung. Auswahl.
- Teufelsbach (rechter Oberlauf aus dem Südwesten), 4,2 km und 9,67 km²
  - Waldbächel (links), 0,3 km und 1,54 km²
  - (Bach vom Kesselbrunnenteich) (links), 0,7 km und 1,11 km²
  - Trockendeichbach (links), 1,5 km und 2,28 km²
    - (Bach vom Großen Jägerbrunnen), (rechts), 0,4 km und 0,60 km²

  - Muldenbach (links), 0,2 km und 0,27 km²
- Blattbach (linker Oberlauf aus dem Westnordwesten), 3,1 km und 7,15 km²
  - Miedersbach (rechts), 3,45 km und 4,16 km²
- Grobsbach (rechts), 4,3 km und 7,51 km²
  - Dachsbach (rechts), 0,1 km und 0,87 km²
  - Schachbächel (rechts), 1,3 km und 1,27 km²
- Hunzelbach (rechts), 1,5 km und 0,88 km²
- Frechenbach (rechts), 1,9 km und 2,56 km²
- Iggelbach (links), 5,1 km und 5,83 km²
- Kohlbach (rechts), 5,0 km und 14,34 km²
  - Bollerbach (links), 2,3 km, 2,23 km²
  - Hollerbach (rechts), 4,9 km, 7,34 km²
    - Kühnelbach (rechts), 0,2 km, 1,01 km²
    - (Bach aus dem Langental) (links), 0,5 km, 0,43 km²
      - Hanggraben (links), 0,2 km, 0,00 km²

    - (Bach aus dem Flachkopftal) (rechts), 0,9 km, 1,10 km²
    - (Bach aus dem Birkental) (rechts), 0,3 km, 0,65 km²

  -  Durchfließt zuletzt den Helmbachweiher (sic!), ca. 1,0 ha

## Charakteristik
Zum morphologisch deutlich abgegrenzten Einzugsbereich des Helmbachs gehören rund ein Dutzend Nebenbäche, die über den Helmbach einen Teil des Pfälzerwalds entwässern. Um das Einzugsgebiet zieht sich ein Ring von Höhenzügen: im Osten die Rückseite der Haardt mit dem Steigerkopf, im Süden ein auf 450 bis 500 m hoch liegender Höhenzug, der vom Forsthaus Heldenstein bis zum Forsthaus Taubensuhl reicht. Von dort aus erstreckt sich am Westrand eine Hochebene bis zum 609 m hohen Eschkopf, während im Norden ein Höhenzug mit dem 571 m hohen Schindhübel die Wasserscheide zum Speyerbach-Einzugsgebiet bildet.
Charakteristisch für diesen Teil des Pfälzerwalds sind tief eingeschnittene Kerbtäler, dichte Wälder und das Fehlen von Siedlungen; einziger Ort im gesamten Einzugsbereich ist der Elmsteiner Ortsteil Iggelbach am Oberlauf des gleichnamigen Bachs. Die südlichen Zuflüsse des Helmbachs entwässern überwiegend Gemarkungen, die politisch zu Gemeinden in der Rheinebene oder an der Weinstraße gehören. So liegt z. B. der Oberlauf des Helmbachs selbst bis kurz vor der Geiswies auf der Waldgemarkung der Stadt Landau.
Teilabschnitte des Helmbachs wurden bereits im 18. Jahrhundert begradigt und ausgebaut, um sie für die Holztrift nutzbar zu machen.
Der Helmbach zählt zu den feinmaterialreichen silikatischen Mittelgebirgsbächen. Die Gewässerstrukturgüte wird überwiegend mit mäßig bis stark verändert, die Gewässergüte als unbelastet angegeben.